# KX-Maler
Der KX-Maler war ein Vasenmaler des attisch-schwarzfigurigen Stils. Er war zwischen 585 und 570 v. Chr. tätig.

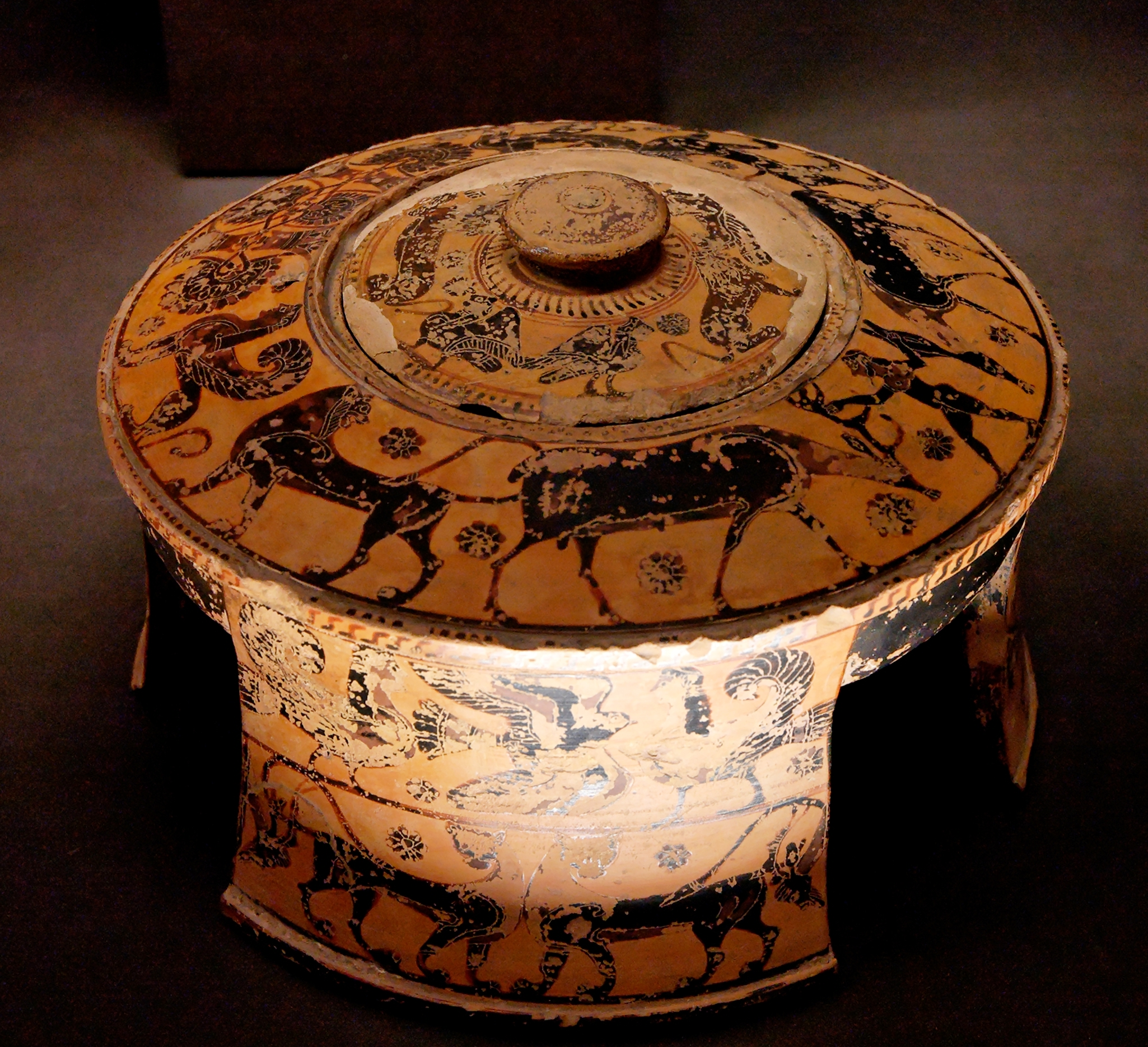
580–570 v. Chr., gefunden in Ägina, Louvre CA 927

Der KX-Maler war neben dem KY-Maler der bedeutendste Vertreter der Komasten-Gruppe, die dem Gorgo-Maler nachfolgte. Seinen Notnamen bekam er von John D. Beazley. Er gilt als der bessere und chronologisch etwas frühere Vertreter der Komasten-Gruppe. Als erster Maler Athens stellte er des Öfteren Komasten auf seinen Bildträgern dar, die aus der Vasenmalerei Korinths übernommen wurden. Er bemalte vor allem Skyphoi, Lekanen, Kothone und Komastenschalen. Anders als spätere Vertreter der Gruppe zeichnet er jedoch noch überwiegend Tiere, die als sorgfältiger und kräftiger gezeichnet gelten als die des Gorgo-Malers. Auch ein paar mythologische Szenen hat er gestaltet. Besonders bekannt sind seine kleinen mythischen Szenen, die er in die Tierfriese eingebettet hat. Der KX-Maler ist der wohl erste Maler, der mit der Qualität der bis dato vorherrschenden korinthischen Vasen mithalten kann. Aus Boiotien sind Nachahmungen seiner Werke bekannt.